# Highland Park (Teksas)
Highland Park – miasto w Stanach Zjednoczonych, w stanie Teksas, w regionie metropolitarnym Dallas–Fort Worth. Wraz z sąsiednim University Park stanowią enklawę otoczoną przez Dallas.
Jest jednym z najbogatszych miast w Stanach Zjednoczonych, średni (mediana) dochód na rodzinę przekracza 200 tys. dolarów rocznie, a średnia cena domu ponad 1,2 mln dolarów. Ponad 94% populacji to biali (więcej jeśli włączyć białych Latynosów); czarni i Azjaci stanowią odpowiednio około 1% i około 2% ludności.